# Turonien
| Systeem                                                                                   | Serie     | Etage         | Ouderdom (Ma) |
| ----------------------------------------------------------------------------------------- | --------- | ------------- | ------------- |
| Paleogeen                                                                                 | Paleoceen | Danien        | jonger        |
| Krijt                                                                                     | Boven     | Maastrichtien | 66,0–72,1     |
| Krijt                                                                                     | Boven     | Campanien     | 72,1–83,6     |
| Krijt                                                                                     | Boven     | Santonien     | 83,6–86,3     |
| Krijt                                                                                     | Boven     | Coniacien     | 86,3–89,8     |
| Krijt                                                                                     | Boven     | Turonien      | 89,8–93,9     |
| Krijt                                                                                     | Boven     | Cenomanien    | 93,9–100,5    |
| Krijt                                                                                     | Onder     | Albien        | 100,5–113,0   |
| Krijt                                                                                     | Onder     | Aptien        | 113,0–125,0   |
| Krijt                                                                                     | Onder     | Barremien     | 125,0–129,4   |
| Krijt                                                                                     | Onder     | Hauterivien   | 129,4–132,9   |
| Krijt                                                                                     | Onder     | Valanginien   | 132,9–139,8   |
| Krijt                                                                                     | Onder     | Berriasien    | 139,8–145,0   |
| Jura                                                                                      | Malm      | Tithonien     | ouder         |
| Indeling van het Krijt volgens de ICS. Cursieve ouderdommen hebben een grote onzekerheid. |           |               |               |

Het geologisch tijdperk Turonien of Turoon (Vlaanderen: Turoniaan) is een tijdsnede in het Laat-Krijt, die duurde van 93,9 tot 89,8 ± 0,3 Ma. Het komt na/op het Cenomanien en na het Turonien komt het Coniacien. Het Turonien is ook een etage in de Europese stratigrafie.

## Naamgeving en definitie
Het Turonien werd in 1842 gedefinieerd door de Franse paleontoloog Alcide d'Orbigny (1802 - 1857), die het noemde naar de plaats Tours, in het Franse departement Indre-et-Loire.
De basis van het Turonien wordt gedefinieerd door het eerste voorkomen van de ammoniet Watinoceras devonense. De golden spike voor de basis van het Turonien bevindt zich in de nabijheid van Pueblo (Colorado, V.S.). De top wordt gedefinieerd door het eerste voorkomen van de bivalve Cremnoceramus rotundatus. Belangrijke gidsfossielen voor het Turonien zijn de bivalven Inoceramus schloenbachi, Inoceramus lamarcki en Inoceramus labiatus.

## Dieren uit het Turonien

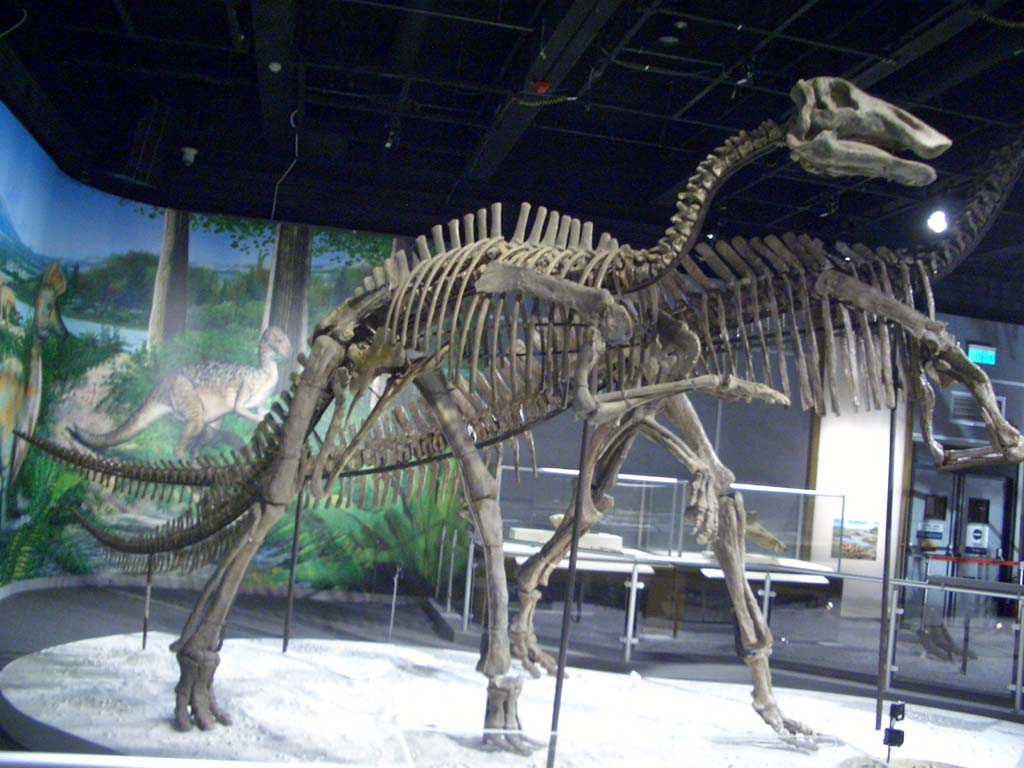
Skelet van Bactrosaurus
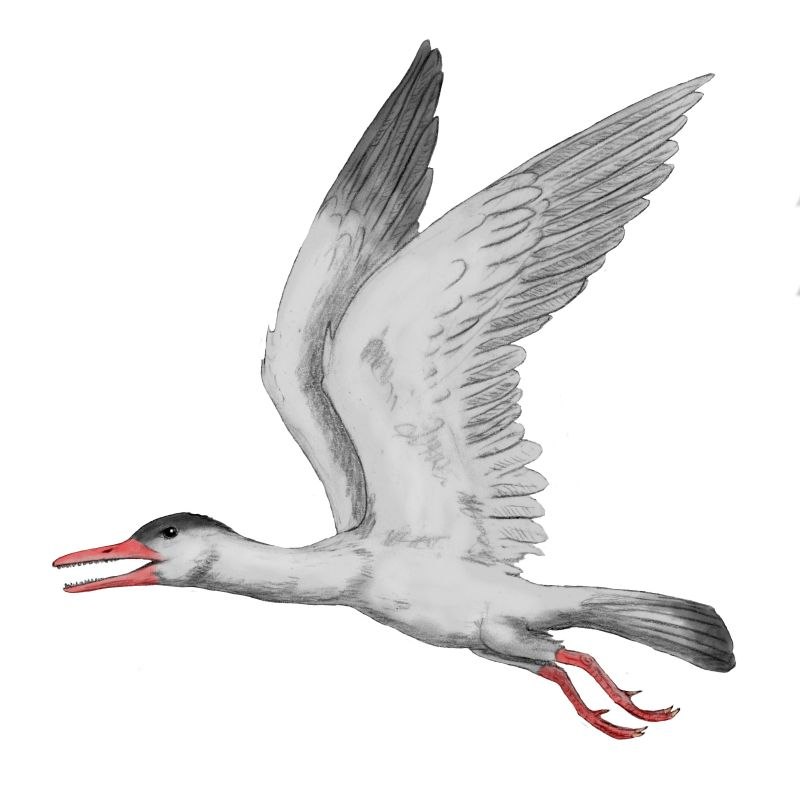
Ichthyornis
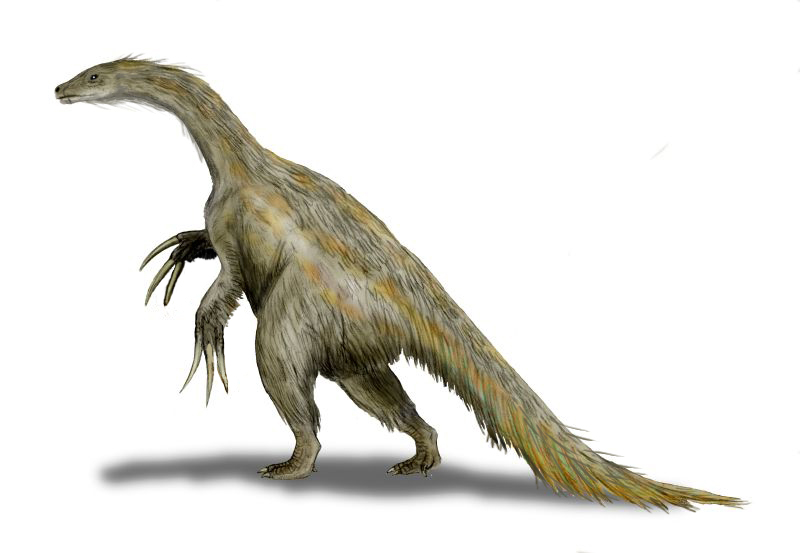
Nothronychus
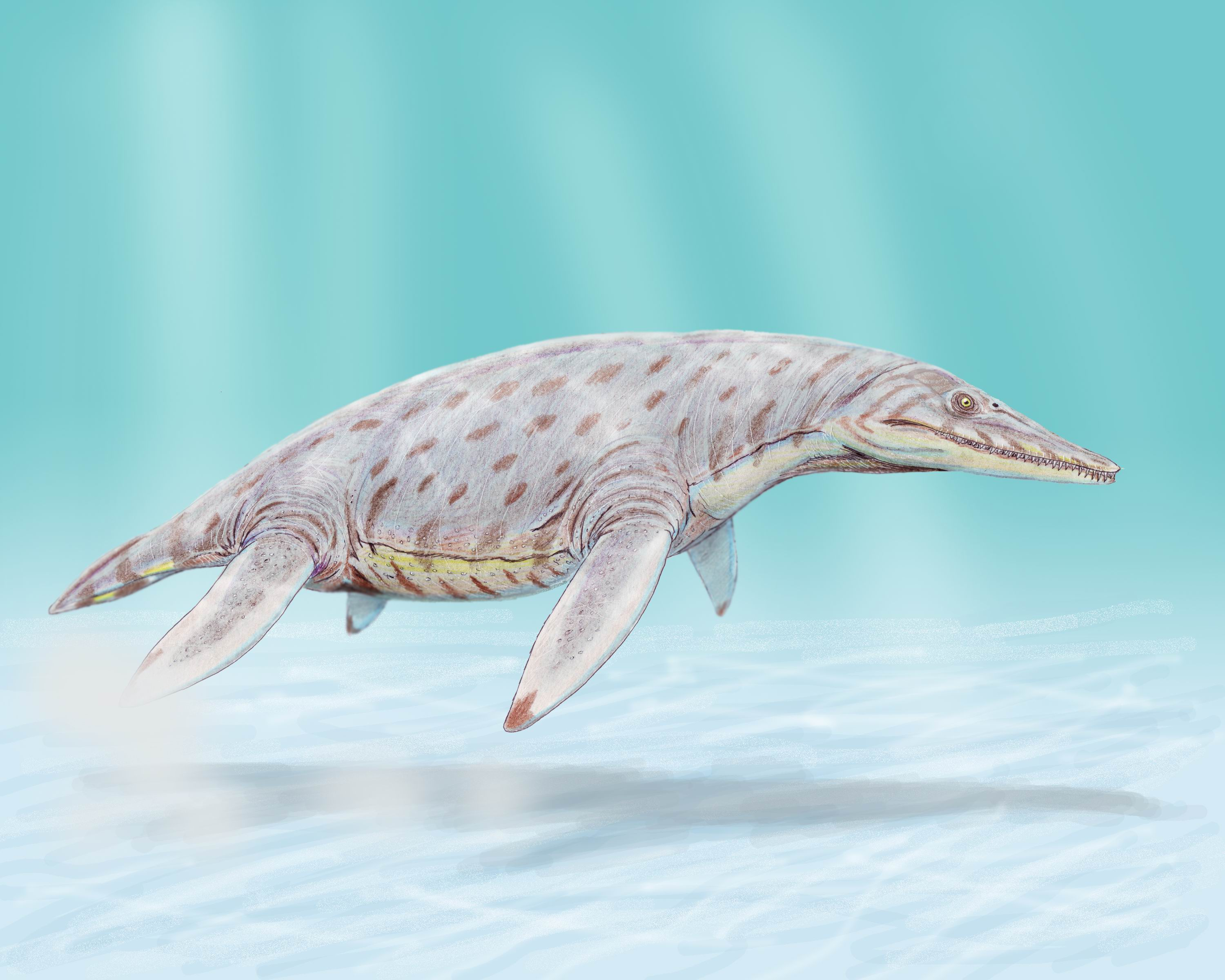
Polyptychodon
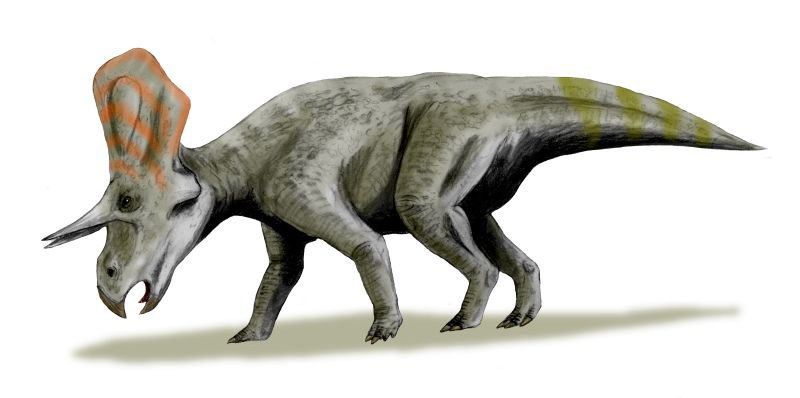
Zuniceratops
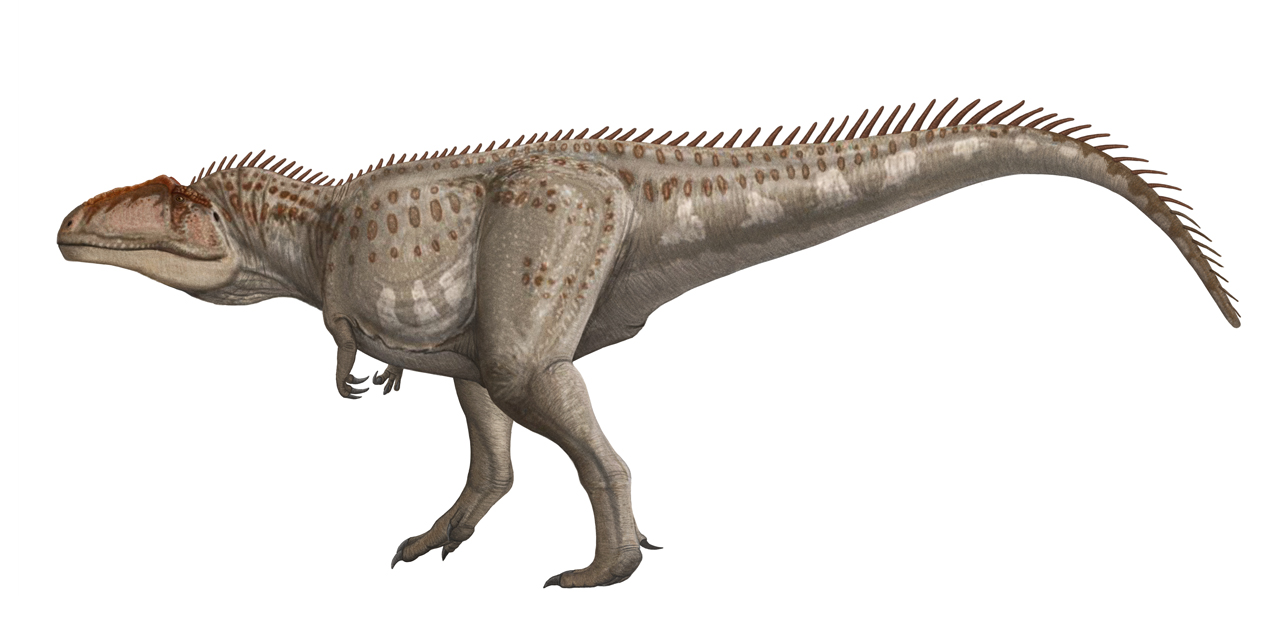
Giganotosaurus